# Tilia callidonta
Tilia callidonta Hung T.Chang – gatunek drzewa z rodziny ślazowatych. Występuje naturalnie w Chinach – w północno-zachodniej części prowincji Junnan. 

## Morfologia
PokrójZrzucające liście drzewo dorastające do 10 m wysokości.
LiścieBlaszka liściowa ma owalny kształt. Mierzy 6–9 cm długości oraz 5–7 cm szerokości, jest ząbkowana na brzegu, ma sercowatą nasadę i ostry wierzchołek. Ogonek liściowy jest nagi i ma 30–45 mm długości.
KwiatyZebrane po 9–12 w wierzchotkach. Podsadki są podłużne i mają 6–6,5 cm długości.
OwocOrzeszek mierzący 5 mm średnicy, o odwrotnie jajowatym kształcie.